# Тюрбе-мавзолей (Бихач)

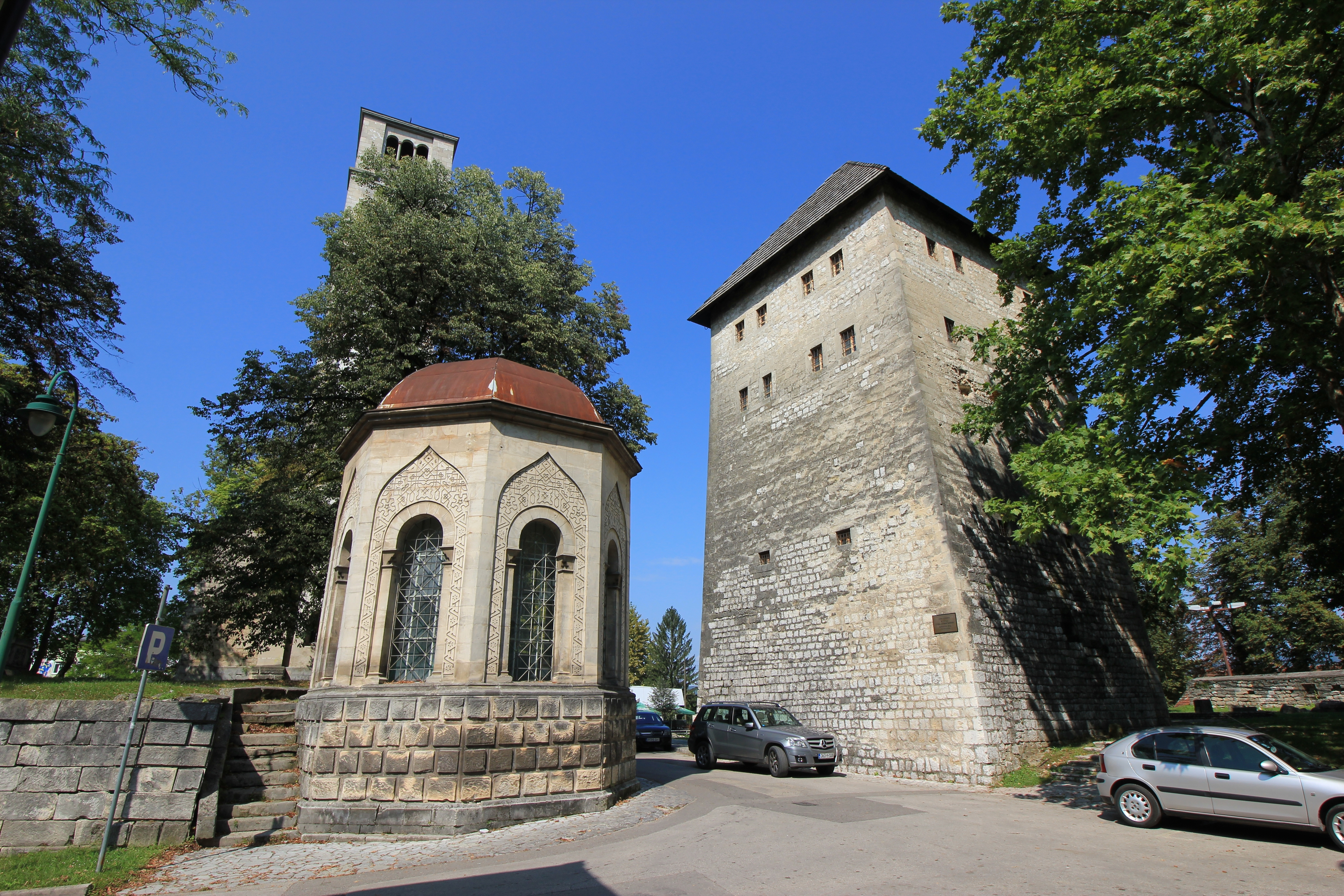
Тюрбе-мавзолей и Капитанская башня

Тюрбе-мавзолей (босн. Turbe – mauzolej ) — тюрбе (разновидность исламского мавзолея) в Бихаче (Босния и Герцеговина), построенный в период австро-венгерской оккупации Боснии и Герцеговины в знак почтения к защитникам города, погибшим в борьбе с австро-венгерскими войсками в 1878 году.

## История
Решением Берлинского конгресса в июне 1878 года Австро-Венгрия получила право на аннексию Боснии и Герцеговины. Когда австро-венгерская армия начала реализовывать его, ей потребовалось несколько месяцев, чтобы подавить сопротивление, особенно со стороны мусульманского населения. Бои под стенами Бихача начались 7 сентября, и только спустя 12 дней защитники города были вынуждены сдать его. Падение Бихача оказало обескураживающее воздействие на защитников других городов Боснийской Краины, поэтому они сдались преимущественно без какого-либо серьёзного сопротивления, за исключением Велика-Кладуши и Печиграда, боровшихся против оккупантов до октября 1878 года.
Тюрбе-мавзолей был возведён в знак почтения к защитникам города, погибшим в борьбе с австро-венгерскими войсками. Сначала он был деревянной, но в 1890 году на его месте была построена церковь, и австро-венгерские власти, желая заручиться поддержкой мусульманского населения Бихача, велели возвести нынешнее тюрбе за свой счёт. Однако, некоторые источники утверждают, что этот мавзолей датируется временами османского владычества.
Этот исключительно сакральный памятник сильно пострадал во время Боснийской войны 1990-х годов, но был впоследствии отремонтирован и ныне является важным символом боснийского культурного наследия в этом регионе.

## Описание
Здание тюрбе-мавзолея имеет восьмиугольное основание, а венчает его купол. Края стен все ровные, длина каждой из них составляет 2,6 метра. Стены состоят из смеси камня и кирпича, а весь внешний фасад тюрбе отделан бихацитовым камнем, очень мягким и лёгким местным известняком. Тюрбе опоясывает выступающий на 35 см из стены горизонтальный профилированный каменный карниз, на который опираются нижние края окна. Зона над карнизом несколько больше находящейся ниже и составляет около 2/3 от высоты всего здания без купола.
Тюрбе имеет сводчатый купол, покрытый оцинкованными металлическими листами. Верхняя часть купола сложена из ровно вытесанных квадратных блоков бихацитового камня, уложенных предельно равномерно, а нижняя зона состоит из грубо обработанных каменных блоков, расположенных в четыре горизонтальных ряда с ярко выраженными швами.

### Интерьер

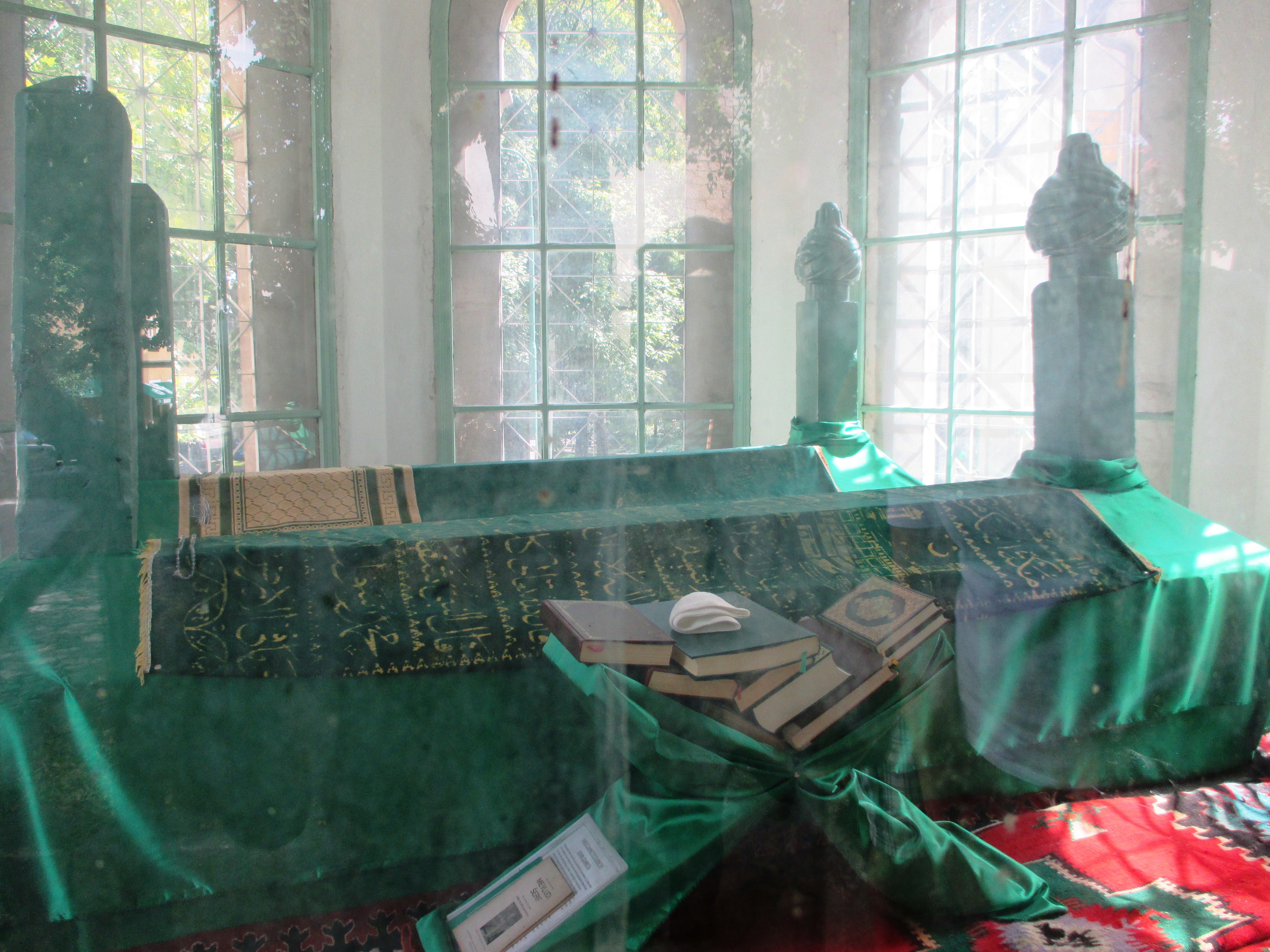
Интерьер тюрбе в Бихаче

Внутри тюрбе располагаются две деревянных гробницы, каждая из которых состоит из саркофага с надгробием. Ни на самой тюрбе, ни на надгробиях нет надписей, их украшают многочисленные орнаменты в виде переплетающихся лент.

## Национальный памятник
Историческое здание «Тюрбе-мавзолей в Бихаче» было объявлено Комиссией по сохранению национальных памятников Боснии и Герцеговины национальным памятником.